# Aterciopelados
Aterciopelados ("aveludados", em espanhol), conhecido como Los Aterciopelados em alguns álbuns e outros materiais promocionais, é um grupo musical colombiano de rock alternativo, que foi criado em 1990 com o nome "Delia y los Aminoácidos", tendo mudado para Aterciopelados em 1992. O grupo é liderado por Andrea Echeverri (vocalista) e Hector Buitrago (baixo). Foram indicados pela Revista Time como uma das melhores bandas do mundo.
Além disso, a banda atrai público em todo o mundo com músicas que transmitem mensagens socialmente conscientes. Reconhecidos pelas Nações Unidas pelo trabalho de denúncia à violência na Colômbia, os Aterciopelados fala sobre inúmeras questões, incluindo a injustiça política, os direitos das mulheres e a destruição ambiental. O grupo também recebeu inúmeros prêmios, como o Grammy Latino de Melhor Álbum Alternativo em 2007, para Oye (National Records). Sua canção “Bolero Falaz” figurou em uma lista das 1000 músicas mais importantes do rock colombiano e outras músicas deles, como “Maligno”, “El Estuche”, “Mujer Gala” e “Sortilegio”, classificadas no ranking musical do canal Viva Colombia.
Andrea Echeverri participou da faixa "Tudo Vai Ficar Bem" do álbum Daqui Pro Futuro da banda brasileira Pato Fu.

## Discografia

### Álbuns
- 1994 - Con el Corazón en la Mano (RCA Records)
- 1995 - El Dorado (RCA Records)
- 1997 - La Pipa de la Paz (RCA Records)
- 1998 - Caribe Atómico (RCA Records)
- 2001 - Gozo Poderoso (RCA Records)
- 2006 - Oye (Nacional Records)
- 2008 - Río (Nacional Records)

### Compilações
- 2000 - Serie 2000
- 2002 - Evolución (RCA Records)
- 2004 - The Best of Aterciopelados: Ultimate Collection